# Wyższe Seminarium Duchowne Towarzystwa Salezjańskiego w Lądzie n. Wartą
Wyższe Seminarium Duchowne Towarzystwa Salezjańskiego w Lądzie – dawne seminarium duchowne Towarzystwa Świętego Franciszka Salezego, Kościół rzymskokatolicki.

## Charakterystyka
Gospodarzem opactwa w Lądzie było Wyższe Seminarium Duchowne Towarzystwa Salezjańskiego. Pocysterskie mury od 1952 roku służyły dziełu przygotowania młodych salezjanów do kapłaństwa i podjęcia przez nich pracy wychowawczej z młodzieżą w duchu św. Jana Bosko w Oratoriach, parafiach, szkołach, ośrodkach młodzieżowych, przekazie społecznym. W okresie siedemdziesięciu jeden lat działalności seminarium ukończyło bez mała sześciuset nowych kapłanów. Do roku 2023 mieścił się tu międzyinspektorialny postnowicjat, czyli okres dwuletniej formacji młodych salezjanów, którzy ukończyli nowicjat i złożyli śluby zakonne.
W Lądzie dokładało się wielu starań, aby zapewnić klerykom i koadiutorom (braciom zakonnym) warunki sprzyjające ich rozwojowi ludzkiemu, poznawaniu charyzmatu salezjańskiego i dojrzewaniu duchowemu. W związku z przeprowadzoną reorganizacją formacji Salezjanów w Polsce, w lądzkim seminarium klerycy i koadiutorzy kształcili się z zakresu filozofii, by po zakończeniu dwuletniej nauki udać się na asystencję, czyli praktykę duszpastersko-wychowawczą. Następnie kandydaci do kapłaństwa (klerycy) kontynuowali naukę teologii w Wyższym Seminarium Duchownym Towarzystwa Salezjańskiego w Krakowie, gdzie obecnie przeprowadza się całą formację seminaryjną, natomiast koadiutorzy udają się na studia przygotowujące ich do pracy z młodzieżą (np. pedagogika, psychologia, studia nauczycielskie itp.)
Od roku akademickiego 2011/2012 do roku 2017/2018 w Lądzie realizowane były licencjackie studia pedagogiczne ze specjalizacją pedagogika opiekuńczo-wychowawcza oraz resocjalizacyjna.
Jedną z form duszpasterstwa do niedawna było „Misterium Męki Pańskiej” wystawiane corocznie w okresie Wielkiego Postu. Jednak z uwagi na małą liczbę postnowicjuszy, zrezygnowano z wystawiania jej. 
Wspólnota seminaryjna starała się żyć i pracować w duchu rodzinnym, na który tak bardzo kładł nacisk ks. Bosko. Salezjanom zależy na budowaniu wartościowych i pogodnych relacji między nimi samymi i z najbliższym otoczeniem. W programie dnia seminarium jest czas na modlitwę wspólnotową i indywidualną, Mszę świętą, sakrament pojednania i kierownictwo duchowe, wykłady, ćwiczenia i studium indywidualne, wspólną rekreację, sport, śpiew, pracę fizyczną i odpoczynek.